# Kiril Petkov
Kiril Petkov (bulgarsk: Кирил Петков Петков tr. Kiril Petkov Petkov ; født 17. april 1980 i Plovdiv) er en bulgarsk politiker, økonom og iværksætter som var Bulgariens premierminister fra 13. december 2021 til 2. august 2022. Han leder sammen med Asen Vasilev midterpartiet Vi Fortsætter Forandringen, som de to stiftede i september 2021. Petkov var midlertidig økonomiminister fra maj til september 2021.

## Uddannelse og erhvervskarriere
Petkov har en bachelor i finans fra University of British Columbia i Vancouver (Canada) og en mastergrad i business administration fra Harvard University (USA). Efterfølgende havde han forskellige jobs udenlands bl.a. i fødevareindustrien og den akademiske verden før han vendte tilbage til Bulgarien i 2007. Han er en af grundlæggerne af Center for Economic Strategies and Competitiveness ved Sofias Universitet, som er tilknyttet Harvard University. På centeret har han undervist i økonomi og iværksætteri. Petkov er grundlægger af firmaet ProViotic som fremstiller probiotika.

## Politisk karriere
Petkov blev udnævnt til midlertidig økonomiminister i maj 2021 på et tidspunkt hvor der var regeringskrise i Bulgarien idet der ikke kunne samles flertal til nogen regering efter parlamentsvalget april 2021, og heller ikke efter et nyt valg i juli 2021. Som økonomiminister afslørede Petkov en række tilfælde af påstået misbrug af statslige midler og korruption hvilket gjorde ham til en af de mest populære blandt de midlertidige ministre. En anden populær politiker var den midlertidige finansminister Asen Vasilev som også er økonom fra Harvard University. Petkov og Vasilev udnyttede deres popularitet til i september 2021 at stifte partiet Vi Fortsætter Forandringen. Partiet deltog i det næste parlamentsvalg i november 2021 med sloganet "Nul korruption"
Vi Fortsætter Forandringen blev det største parti ved valget i november med 25,3 % af stemmerne og 67 ud af 240 pladser i parlamentet. 10. december 2021 nåede Vi Fortsætter Forandringen frem til en regeringsaftale med Socialistpartiet (BSP), det populisiske "Der er Sådan et Folk" og det liberale Demokratisk Bulgarsk alliance som tilsammen har et flertal på 134 medlemmer i det bulgarske parlament. Regeringskoalitionen tiltrådte som Bulgariens regering med Petkov som premierminister 13. december 2021.

## Familie
Kiril Petkov er gift og har tre børn. Han kone Linda McKenzie, som stammer fra Canada, driver et bageri i Sofia.